# Neanastatus novus
Neanastatus novus är en stekelart som beskrevs av Girault 1920. Neanastatus novus ingår i släktet Neanastatus och familjen hoppglanssteklar. Inga underarter finns listade i Catalogue of Life.